# Anaphes linnaei
Anaphes linnaei är en stekelart som först beskrevs av Girault 1912.  Anaphes linnaei ingår i släktet Anaphes och familjen dvärgsteklar. Inga underarter finns listade i Catalogue of Life.